# 达伦·卡希尔
达伦·卡希尔（英語：Darren Cahill，1965年10月2日—），澳大利亚男子网球运动员。他曾代表澳大利亚参加1988年夏季奥林匹克运动会网球比赛，获得男子单打第17名和男子双打第5名。